# Semaeopus tropaea
Semaeopus tropaea là một loài bướm đêm trong họ Geometridae.